# Chiesa di Sant'Angelo (Vico l'Abate)
La chiesa di Sant'Angelo a Vico l'Abate è situata nel comune di San Casciano in Val di Pesa, in provincia di Firenze, diocesi della medesima città.

## Storia
Viene citata per la prima volta negli elenchi delle decime della diocesi di Firenze alla fine del XIII secolo e come suffraganea della pieve di Campoli ai primi del secolo successivo. Il nome che la caratterizza deriva dal patronato che ebbero su di lei gli abati di Passignano. Fu rifatta nel 1539, anno della sua nuova consacrazione.
È stata soppressa nel 1986. Viene utilizzata anche per registrazioni musicali.

## Descrizione
Presenta una sola ampia navata rettangolare con copertura a capriate e facciata con portale rinascimentale e finestra settecentesca soprastante.
Nelle sue strutture di base l'edificio è riferibile al XIV secolo.

### Opere già in loco
Da questa chiesa provengono le due opere più prestigiose del Museo di San Casciano: il dossale di San Michele Arcangelo e storie della sua leggenda, opera di Coppo di Marcovaldo, e la Madonna col Bambino di Ambrogio Lorenzetti.

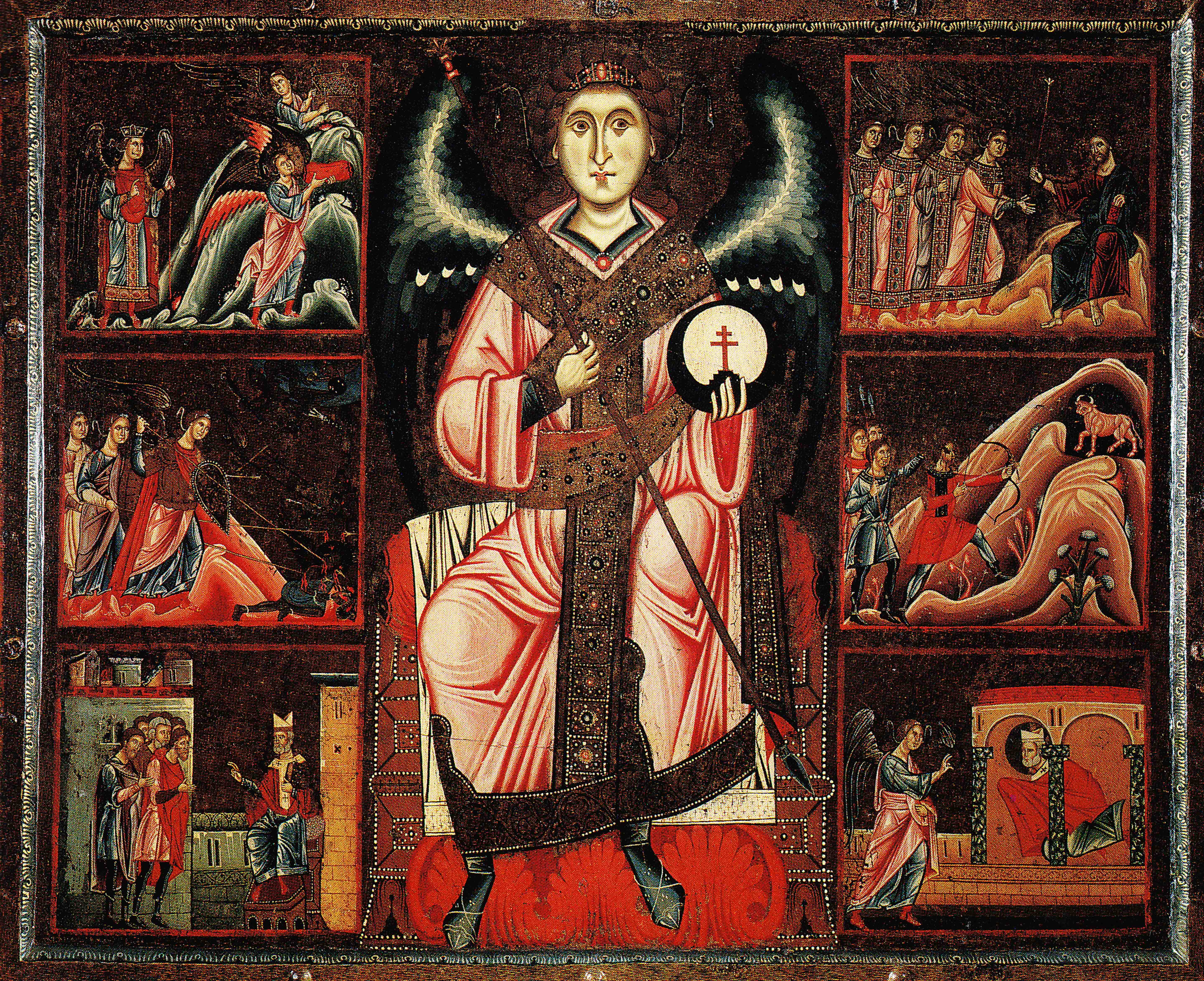
Coppo di Marcovaldo, San Michele Arcangelo e storie della sua leggenda, 1250 - 1260 ca.
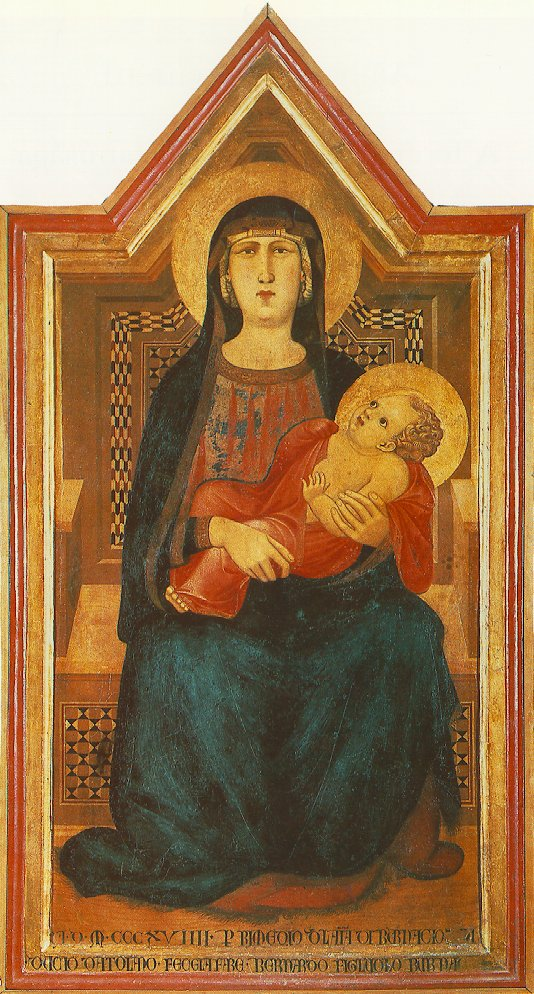
Ambrogio Lorenzetti, Madonna col Bambino, 1319